# Gulo gulo luteus
Gulo gulo luteus es una subespecie de mamíferos carnívoros de la familia Mustelidae, subfamilia Mustelinae.

## Distribución geográfica
Se encuentran en Norteamérica: California, Oregón, Washington y la Columbia Británica.